# Edalorhina
Edalorhina es un género de anfibios anuros de la familia Leptodactylidae. Las especies del género se distribuyen por las regiones amazónicas de Colombia, Ecuador, Perú, y zonas cercanas de Brasil.

## Especies
Se reconocen dos especies según ASW:
- Edalorhina nasuta Boulenger, 1912
- Edalorhina perezi Jiménez de la Espada, 1870